# Vernayaz
Vernayaz es una comuna suiza del cantón del Valais, situada en el distrito de San Mauricio. Limita al noroeste con la comuna de Evionnaz, al noreste con Dorénaz, al sureste con Martigny, y al suroeste y oeste con Salvan.

## Transportes
Ferrocarril
Existe una estación ferroviaria en la localidad donde efectúan parada trenes regionales que la comunican con otras comunas del Cantón del Valais.